# もしも (テレビ番組)
『もしも』は、フジテレビ系列で放送されていたバラエティ番組。
番組のロゴにおいては『仮想生活実験ドキュメント もしも』というタイトルとなっている。

## 概要
世の中の「もしも、これがこうなったら」といったことについて実験する番組である。タレントが被験者として数回にわたり出演する。
2007年12月25日に単発番組としてスタート、単発番組として3回放送。視聴率は第1回が4.3%、第2回が6.5%と深夜の時間帯としては高い数字を記録。この時は、学校や企業から「教育の教材として使いたい」という問い合わせもあったという。
2008年10月17日からレギュラー番組に昇格。フジテレビにおいては毎週金曜日25:05～25:35（金曜日深夜1:05～1:35）に放送されていた。
レギュラー放送は2009年3月27日の最終回1時間SP（25:05～26:05）を以って終了した。
その後も2009年5月16日に土曜日昼の枠で本番組の単発特番を放送。そして2009年10月18日、22:00〜23:15放送で本番組初の全国ネット枠での放送となった。これ以後の本番組は全て全国ネット枠で放送されている。

## 司会
- 中野美奈子（フジテレビアナウンサー）
- 椿原慶子（フジテレビアナウンサー） - レギュラー放送時に加入

## 本番組における企画

### レギュラー放送時
- 加藤沙耶香（アイドリング!!!） - 「もしも部屋の家電がタイムスリップしたら」7回完結、10年・20年・40年・50年・70年前の家電で生活する。
- クールポコ - 「もしも自分勝手を禁止したら」2回完結
- 青島あきな - 「もしも運まかせな生活をしたら」4回完結
- 小島よしお - 「もしも敬語を禁止したら」1回完結
- Wエンジン - 「もしもことわざ通りに暮らしたら」1回完結
- ムーディ勝山 - 「もしも物々の旅をしたら」4回完結、当初は日本国内で行ったが、後にベトナムで物々交換する。
- 長州小力 - 「もしも『ありがとう』がお金になったら」3回完結、業務上の「ありがとう」ではお金がもらえず、「ありがとう」と感謝された時に500円、おじぎされながらの「ありがとう」で1000円、抱きしめられながらの「ありがとう」で1万円、泣きながらの「ありがとう」で10万円がもらえた。
- クロちゃん（安田大サーカス）-「もしも大人を禁止したら ~もう1つのストーリー~」2009年1月4日放送の70分SPのスピンオフ版。
- 春日俊彰（オードリー）-「もしもパンドラの箱を開けてしまったら」1回完結、春日の昔の車のトラブルの原因について友達と6時間話し合った。立会人は相方の若林正恭とカラテカの矢部太郎。
- 田代さやか - 「もしもマリー・アントワネットになったら」2回完結、お世話係3人へ命令する体験→マリー・アントワネットと同じ生活リズムをお世話係から強制体験→全行動をお世話係へ命令する強制体験。
- 新田恵利 - 「もしも今どきのオンナの園に入ったら」3回完結、30代では婚活で一人ダーツなどを体験、20代ではキャバクラ嬢・10代では腐女子を体験する。
- 吉木りさ、湯本美咲 - 「もしも美貌で男を操ったら」1回完結、神奈川県で複数の一般人男性にお姫様だっこを依頼して5km先のゴールを目指す対決方式。
- イマニヤスヒサ - 「もしも絵以外のコミュニケーションを禁止したら（海外編）」、ペルーで絵だけでコミュニケーションをするもの。数字・言語を書いてはいけない。
- 手島優、助川まりえ - 「もしも水を究極に制限したら」、1日を5リットルの水で過ごす。
- 長友光弘 （響）-「もしも自分の部屋に知らない人を住まわせたら」、まぁこ・渡辺万美と互いに正体を知らずに生活する。

### 特番時
※放送時間はフジテレビにおいてのもの。

#### もしも1
2007年12月25日 24:20～25:20放送
- 「ゴミ出し禁止生活」 - ゆうぞう（インスタントジョンソン）
- 「生活家電禁止生活」 - くわばたりえ（クワバタオハラ）
- 「口答え禁止生活」 - ボビー・オロゴン

#### もしも2
2008年3月27日 24:35～25:35放送
- チェリー☆パイ - 「電気の使用禁止生活」
- クロちゃん（安田大サーカス） - 「日本の貨幣価値禁止生活」

#### もしも3
2008年7月6日 16:00～17:25放送（関東地方ローカル）
- 鈴木Q太郎（ハイキングウォーキング） - 「もしも輸入食材が禁止されたら」
- 小出真保（麦芽） - 「もしも石油製品を禁止されたら」
- ジェシカ - 「もしも現代生活を禁止されたら」

#### もしも70分SP
2009年1月4日 23:40～24:50放送
- スタジオゲスト:関根勤、スザンヌ、はるな愛
- クロちゃん（安田大サーカス） -「もしも大人を禁止したら」幼稚園で幼稚園児としての時間を過ごした。
- スザンヌ、中野美奈子アナ -「もしも絵以外のコミュニケーションを禁止されたら」与えられた3つの指令に絵だけでコミュニケーションをするもの。対決方式でアクアシティお台場でロケが開催され、中野アナが勝利した。

#### もしも （レギュラー放送終了後の特番）
- 2009年5月16日 13:30～15:30放送[2]
  - イマニヤスヒサ、梅津裕騎（矢じるし） - 「もしも現代生活を禁止したら…」
  - 磯野貴理、山崎静代（南海キャンディーズ）、椿姫彩菜 - 「もしも輸入食材を禁止されたら…」
  - スタジオゲスト:山里亮太（南海キャンディーズ）、坂下千里子、ビビる大木、バナナマン、浜田ブリトニー

※いずれも「もしも3」で行われたのと同様の企画を行った。

- 2009年10月18日 22:00〜23:15（系列外では、青森放送で同年10月24日14:40〜15:55にスポンサードネットで放送）
  - くわばたりえ（クワバタオハラ）、田代さやか - 「もしも、電気の使用を禁止されたら…」、1日に使用可能な最大電力が日数の経過ごとに減少し10→5→3→1→0kWhの順に共同生活で14日間を過ごす。
  - スタジオゲスト:宮崎哲弥、土田晃之、磯野貴理、石原良純、TKO、柳原可奈子
  - MC:伊藤利尋（フジテレビアナウンサー）、中野美奈子（フジテレビアナウンサー）
  - ナレーター:真地勇志、住友優子
  - この特番は、原子力発電環境整備機構（NUMO）の一社提供で放送された。

- 2010年1月4日 12:00〜13:30（系列外では、青森テレビで同年2月7日14:30〜16:00に放送） 
  - フットボールアワー - 「もしも、カラオケBOXで生活したら……」　1週間カラオケボックスで生活してもらう。使用料は、カラオケ店内のアルバイトや客からのおひねりなどで自分たちで稼ぎ、それでも足りない場合は自腹で支払う。おひねりは後にスタッフから客へ返金された。この企画内のゲストは水木一郎、河本準一（次長課長）。
  - ハリセンボン - 「もしも、24時間をプレゼントされたら……」 それぞれに与えられた24時間を自由に使ってもらう。　
  - スタジオゲスト:山里亮太（南海キャンディーズ）、柳原可奈子、土田晃之、中村アン
  - MC:中野美奈子（フジテレビアナウンサー）、椿原慶子（フジテレビアナウンサー）
  - ナレーター:真地勇志、住友優子

- 2010年4月8日 22:00〜23:19
  - トータルテンボス・しずる - 「もしも現代生活からモノが消えていったら……」　沖縄県の無人島で過ごし、釣り具や鍋などの支給品を5→2→1へ徐々に減少されていく。水は支給されている。

- 2010年7月1日 22:00〜23:24
  - 中川家・響・フルーツポンチ - 「もしも、ヒモでつながれて生活したら…」　お互いの体を120cmの長さのヒモでつないで生活してもらうことで、一人になる時間や空間を無くす。最初は中川家の2人でスタートし、3日目から響、5日目からフルーツポンチが加わって人数が増えていく。
  - スタジオゲスト:マリエ、柳原可奈子、山里亮太（南海キャンディーズ）、ユージ、中村アン、名越康文
  - MC:中野美奈子（フジテレビアナウンサー）、椿原慶子（フジテレビアナウンサー）

## レギュラー放送と特番時の相違点
- レギュラー放送開始前の特番はスタジオ収録のパートが無かったが、レギュラー放送中はスタジオ収録のパートがあり、毎週ゲストが出演していた。レギュラー放送終了後の特番においても、スタジオパートの収録が引き続き放送されている。
- レギュラー放送においては、1回で完結しなかった企画があった（完結するものもあった）。
- レギュラー放送開始時からは、タイトルロゴが使われている。

## スタッフ
- 企画：高瀬敦也（フジテレビ）
- 構成：張眞英、村松浩介、コバヤシマナブ、西村佳之、政宗史子、務川光
- TD：鈴木謙友
- カメラ：川口宏樹、江藤恭真、沼田善、大塚孝輔
- VE：日高朋弘、岩瀬靖生
- 音声：安沢貴幸
- 編集：永田雅士、佐藤シュガー
- MA：高橋正敏
- 音響効果：古野達生
- 美術制作：吉良久仁子
- 美術進行：荻原美樹雄
- アクリル装飾：松本健
- 小道具：高田修司
- 特殊美術：鷲山美幸、中山千治
- タイトルCG：長井典子（フジテレビ）
- スタイリスト：池上純子
- 広報：佐々木順子
- TK：岡田紗代子
- AD：渋谷知子、山本健太郎、大垣ジョー、金橋樹里
- AP：中嶋香り、吉永紗弥子、山下直美
- ディレクター：中山康司、斎藤俊介、土井伊織、高柳大輔、山川泰一、野坂琢、成田かほり
- 演出：福田徳隆
- 総合演出：ウエマツヨシキ（植松義貴）
- プロデューサー：笹谷隆司
- 技術協力：J-crew、映像通信、ビデオサービス、メディア・リース、ジャパンテレビ、ズーイ
- 美術協力：フジアール
- 制作：FCC
- 制作著作：フジテレビ

## ネット局
| 放送対象地域   | 放送局             | 放送日時                | 備考     |
| -------------- | ------------------ | ----------------------- | -------- |
| 関東広域圏     | フジテレビ         | 金曜 25時05分～25時35分 | 制作局   |
| 北海道         | 北海道文化放送     | 木曜 24時40分～25時10分 | 27日遅れ |
| 岩手県         | 岩手めんこいテレビ | 木曜 24時45分～25時15分 | 13日遅れ |
| 山形県         | さくらんぼテレビ   | 月曜 24時35分～25時05分 | 24日遅れ |
| 新潟県         | 新潟総合テレビ     | 日曜 25時00分～25時30分 |          |
| 長野県         | 長野放送           | 金曜 25時50分～26時20分 |          |
| 富山県         | 富山テレビ         | 火曜 25時40分～26時10分 |          |
| 中京広域圏     | 東海テレビ         | 木曜 25時35分～26時05分 | 34日遅れ |
| 岡山県・香川県 | 岡山放送           | 土曜 25時35分～26時05分 | 99日遅れ |
| 広島県         | テレビ新広島       | 火曜 24時35分～25時05分 |          |
| 高知県         | 高知さんさんテレビ | 水曜 24時40分～25時10分 |          |
| 福岡県         | テレビ西日本       | 火曜 25時45分～26時15分 | 11日遅れ |
| 佐賀県         | サガテレビ         | 木曜 24時35分～25時05分 |          |
| 熊本県         | テレビ熊本         | 金曜 25時50分～26時20分 |          |
| 沖縄県         | 沖縄テレビ         | 金曜 25時20分～25時50分 | 14日遅れ |

関西テレビでは、2009年2月8日の26時10分～26時40分に単発放送された（フジテレビの2009年1月16日放送分）。

## 関連番組
- もしも体感バラエティ if